# Calament des Alpes
Clinopodium alpinum
Espèce
Classification phylogénétique
Le Calament des Alpes ou Sarriette des Alpes (Clinopodium alpinum) est une espèce de plantes à fleurs de la famille des Lamiacées. C'est une plante herbacée vivace trouvée en Europe, en Afrique du Nord et en Turquie.

## Synonymes
- Acinos alpinus (L.) Moench
- Calamintha alpina (L.) Link
- Satureja alpina (L.) Scheele

## Description

### Caractéristiques
Organes reproducteurs

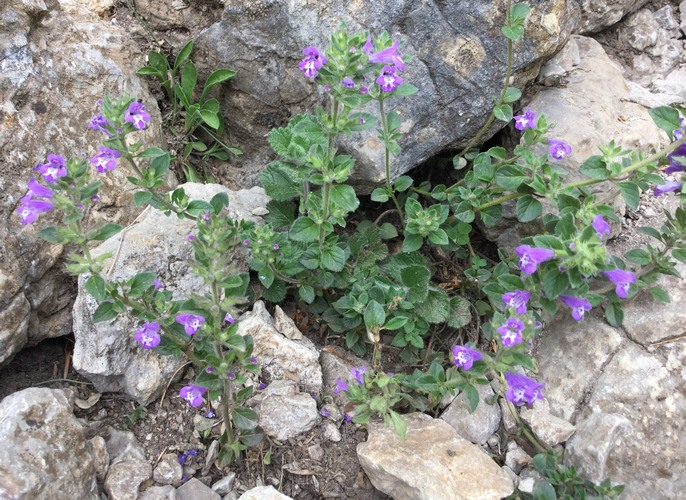
Clinopodium alpinum le long du sentier qui accède au pech de Bugarach au mois de mai 2022.

- Couleur dominante des fleurs : rose
- Période de floraison : juillet-septembre
- Inflorescence : glomérules
- Sexualité : hermaphrodite
- Pollinisation : entomogame

Graine
- Fruit : akène
- Dissémination : épizoochore

Habitat et répartition
- Habitat type : éboulis médioeuropéens, basophiles, alpiens, subalpins-alpins
- Aire de répartition : orophyte pyrénéen

Données d'après : Julve, Ph., 1998 ff. - Baseflor. Index botanique, écologique et chorologique de la flore de France. Version : 23 avril 2004.

### Sous le nomClinopodium alpinum
- (en) NCBI : Clinopodium alpinum (taxons inclus)
- (fr) Tela Botanica (France métro) : Clinopodium alpinum (L.) Kuntze
- (fr) INPN : Clinopodium alpinum (L.) Kuntze, 1891 (TAXREF)
- Clinopodium alpinum sur canope.ac-besancon.fr
- Clinopodium alpinum sur FloreAlpes (fr)

### Sous le nomAcinos alpinus
- (fr) Belles fleurs de France : Acinos alpinus
- Acinos alpinus sur Infoflora.ch (fr)